# Schio
Schio este un oraș în provincia Vicenza, regiunea Veneto, Italia.

## Demografie
Schio - evoluția demografică

|  | Graficele sunt indisponibile din cauza unor probleme tehnice. Mai multe informații se găsesc la Phabricator și la wiki-ul MediaWiki. |

Date: Recensăminte sau birourile de statistică - grafică realizată de Wikipedia

## Persoane legate de Schio
- Christian Carlassare (1977), episcop romano-catolic al diecezei Rumbek în Sudanul de Sud, din 2021.

## Localități înfrățite
- Franța, Grigny
- Germania, Landshut
- Ungaria, Kaposvár
- Luxemburg, Pétange

## Galerie foto

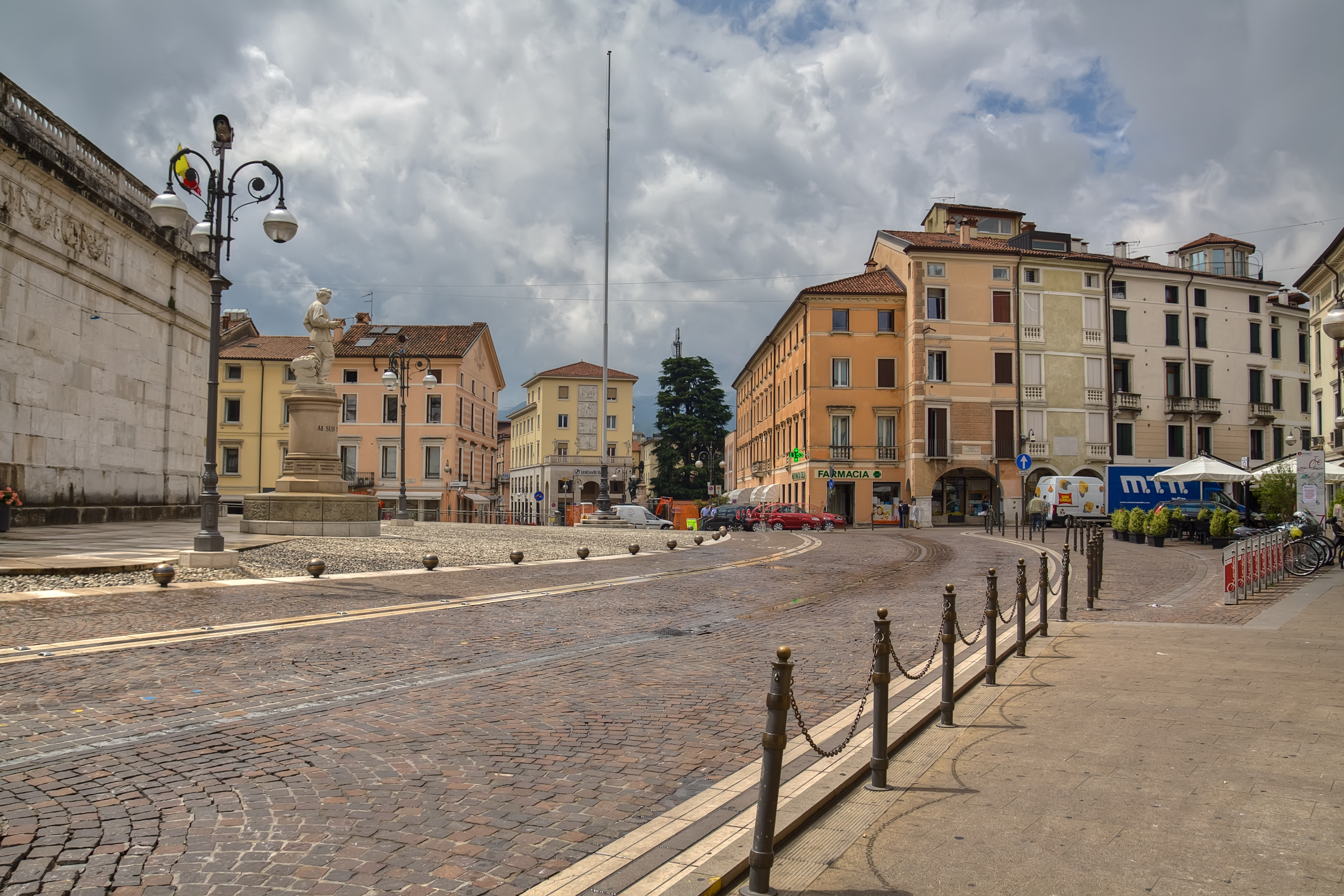
Piazza Alessandro Rossi
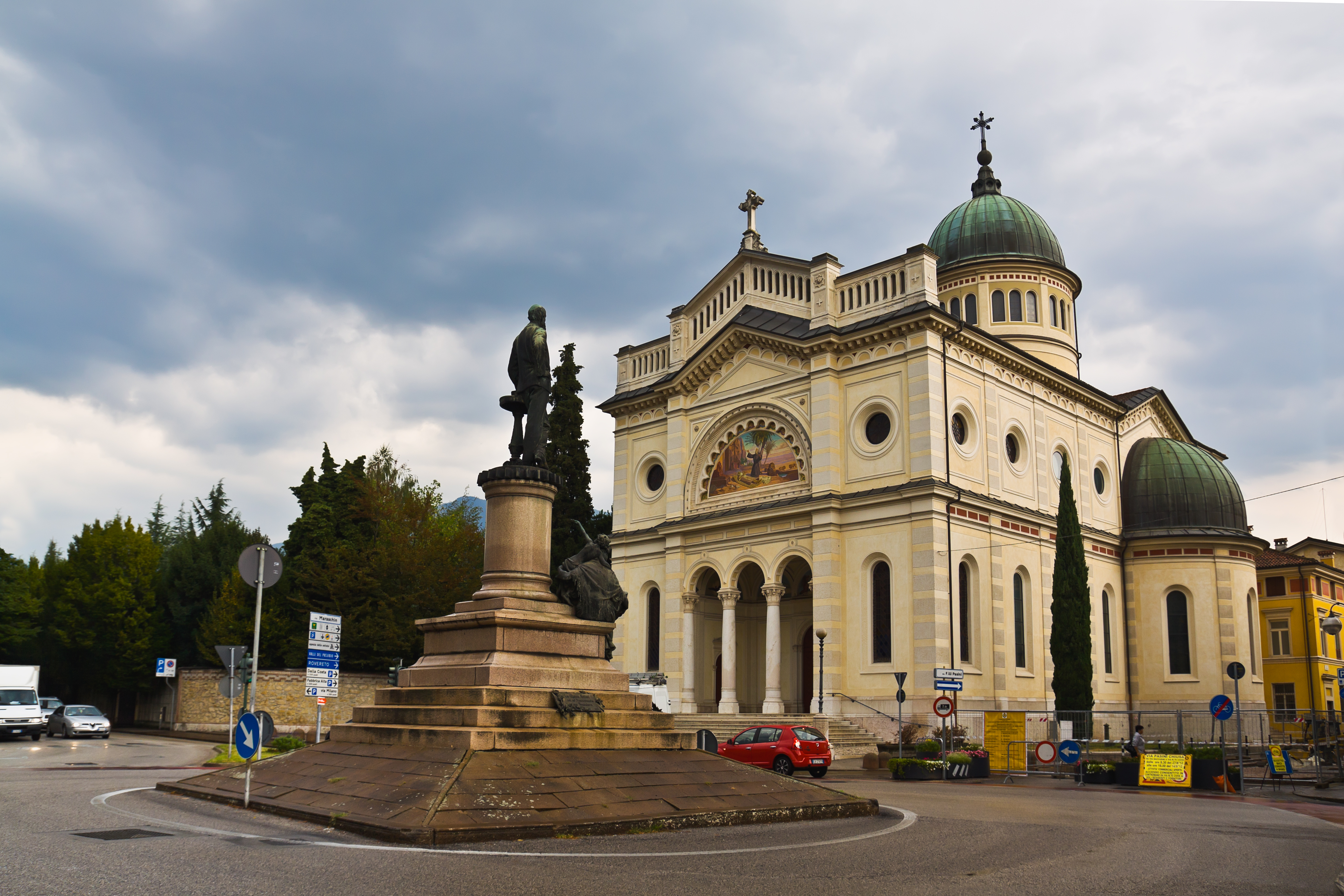
Monumentul lui Alessandro Rossi in Schio
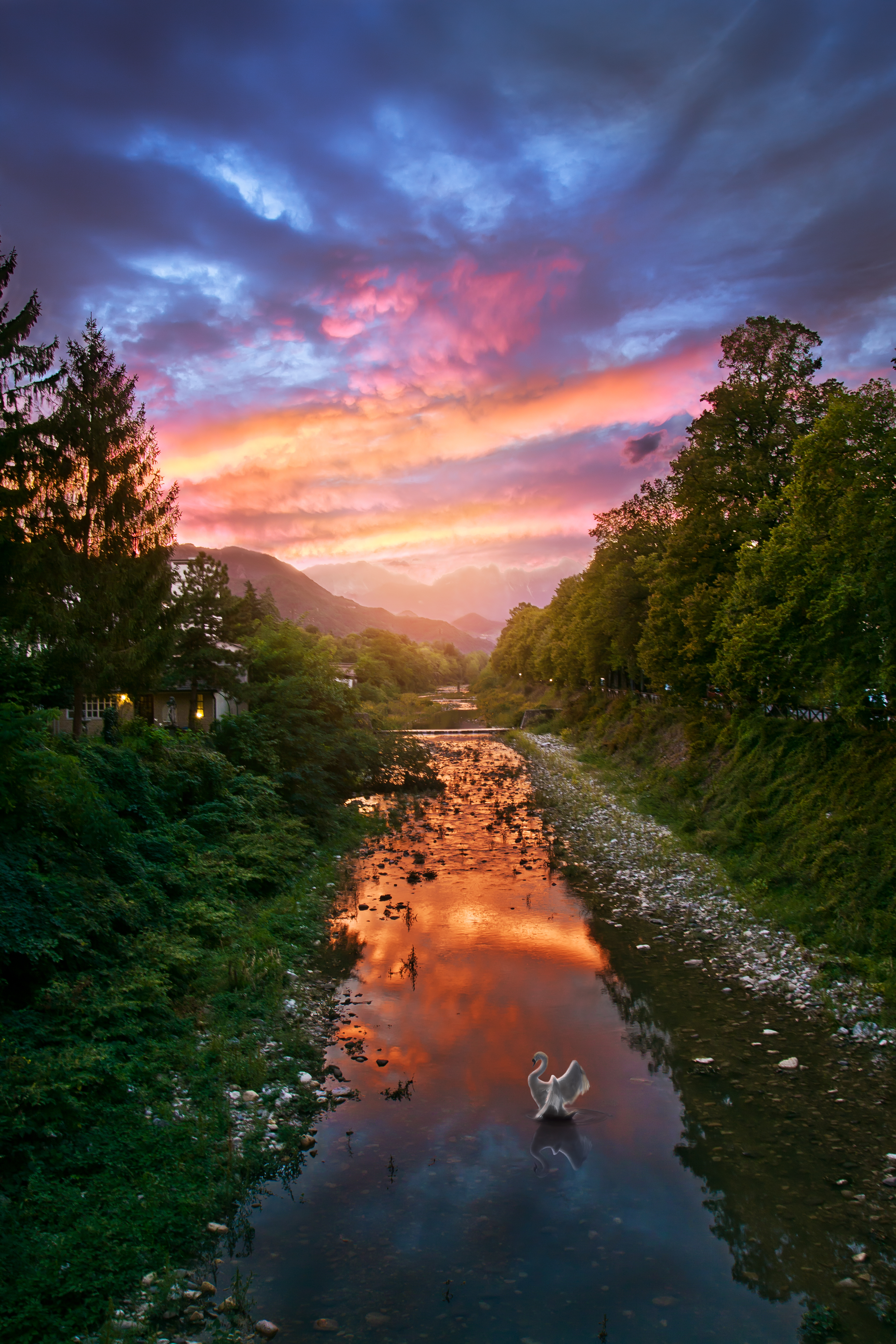
Viale Trento e Trieste
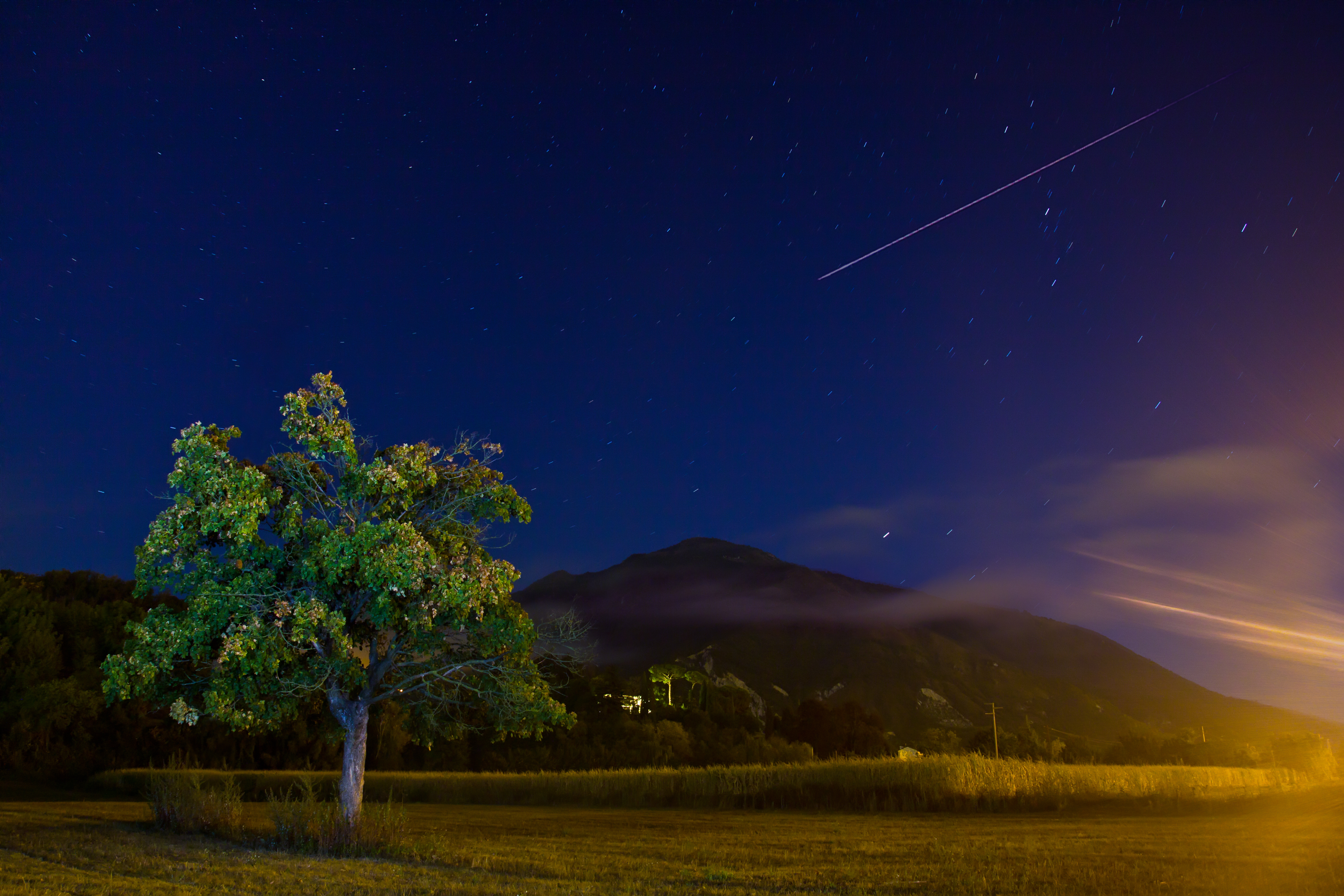
Summano Noaptea
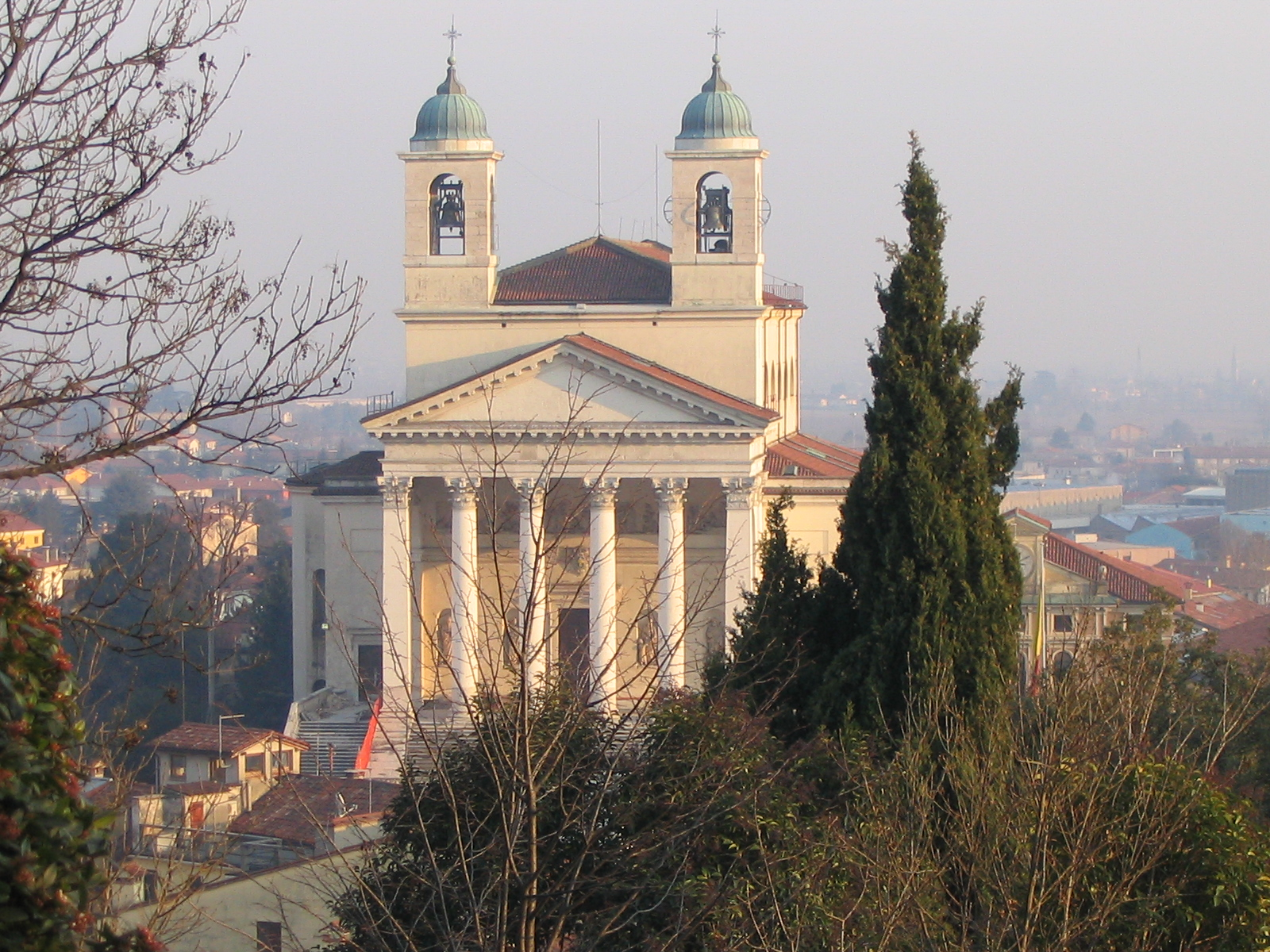
Duomo